# AU Microscopii
AU Microscopii ist ein junger Roter Zwerg im Sternbild Mikroskop, der etwa 32 Lichtjahre von der Sonne entfernt ist. Er ist ein veränderlicher Stern und trägt daher eine Veränderlichen-Bezeichnung. Um ihn wurde eine Trümmerscheibe sowie im Jahre 2020 mindestens ein Exoplanet nachgewiesen.

## Eigenschaften
AU Microscopii hat Messdaten und daraus folgenden Modellrechnungen zufolge einen Radius von 75 % des Sonnenradius und eine Masse von 50 % der Sonnenmasse. Seine Leuchtkraft beträgt nur 9 % der Sonnenleuchtkraft. AU Microscopii ist ein T-Tauri-Stern und mit etwa 22 Millionen Jahren deutlich jünger als die Sonne.
Der Stern gehört zum Beta-Pictoris-Bewegungshaufen und entstand möglicherweise gemeinsam mit Beta Pictoris (nach dem dieser Bewegungshaufen benannt ist) und AT Microscopii (Gliese 799). Mit dem letzteren, einem Doppelstern, bildet AU Microscopii möglicherweise ein sehr weites Dreifachsystem, wobei der gegenseitige Abstand auf etwa 0,226 Parsec geschätzt wurde. Er ist ein Flarestern, der u. a. durch die Weltraumteleskope IUE und EUVE im ultravioletten Licht sowie ROSAT im Röntgenbereich beobachtet wurde.

## System

### Trümmerscheibe

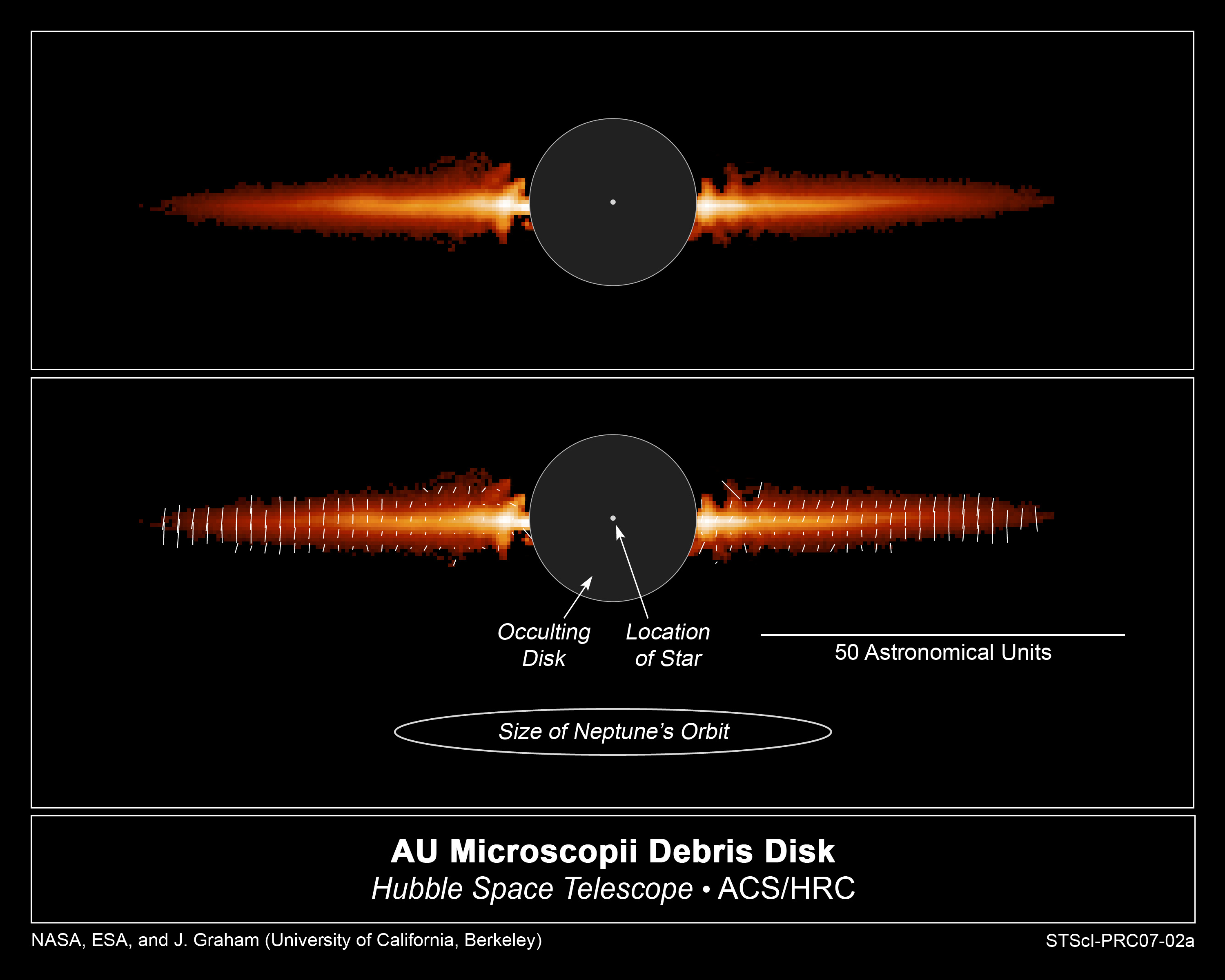
Aufnahme der Trümmerscheibe um AU Microscopii durch das Hubble-Weltraumteleskop

Mithilfe des 2,2-m-Teleskops der University of Hawaiʻi am Mauna-Kea-Observatorium wurde im Jahr 2003 eine Trümmerscheibe in einem Radius von 50 bis 210 AE um AU Microscopii nachgewiesen. Von der Erde aus ist diese Trümmerscheibe nahezu genau von ihrer Seite zu sehen.
Weitere Beobachtungen ließen Verklumpungen und Lücken innerhalb der Trümmerscheibe erkennen, die möglicherweise auf die Existenz umlaufender Planeten hindeuten. Die Suche nach Exoplaneten um AU Microscopii blieb jedoch lange erfolglos, bis im Jahre 2020 der Planet AU Microscopii b nachgewiesen werden konnte. Die innere Scheibe ist asymmetrisch.

### Planeten
Im Jahre 2020 wurde die Entdeckung von AU Microscopii b bekanntgegeben.  Der Planet wurde mithilfe des TESS-Satelliten entdeckt und später durch Beobachtungen mit dem Spitzer-Teleskop bestätigt. Dank der Tatsache, dass der Planet auch mittels der Radialgeschwindigkeitsmethode bestätigt werden konnte, konnte auch dessen Masse bestimmt werden. AU Microscopii b umrundet seinen Zentralstern etwa alle 8,5 Tage. Er hat einen Radius von etwa 0,4 Jupiterradien und eine Masse von etwa 0,2 Jupitermassen. Die Entdeckung des Planeten bestätigt, dass die Planetenbildung bereits innerhalb von 20 Mio. Jahren nach der Zündung des Zentralsterns stattfindet.
Es gibt Hinweise auf einen zweiten Planeten im System mit einer Umlaufzeit von etwa 19 Tagen.